# Dr. Lektroluv
Dr. Lektroluv, artiestennaam van Stefaan Vandenberghe is een Belgische diskjockey en muziekproducent die actief is in de dancescene. Hij is vanaf de jaren tachtig actief maar werd pas echt bekend als Dr. Lektroluv waarin hij gemaskerd draaide. Lang bleef de identiteit van de man achter Dr. Lektroluv onbekend. Dr. Lektroluv, ook bekend onder de naam The Man with the Green Mask, draagt gewoonlijk een groen masker en een zwarte smoking of zilvergrijs jack. Toen hij begon als dj droeg hij een wit doktersuniform. Zijn hoofdtelefoon is vaak in de vorm van een hoorn van een oud telefoontoestel.

## Geschiedenis
Stefaan Vandenberghe werd in de late jaren tachtig actief als dj bij een lokaal radiostation. Daar verzorgde hij de show "Behind The Beat", waar hij de dan populaire Acid house en New beat draait. In 1989 richt hij het label Music Man Records op, waarop veel techno verschijnt. Zelf produceren doet hij maar zeer sporadisch onder de naam T-Quest. Ook produceert hij de single Be Alright (1991) van Cindy Nelson, die als Laura D. probeert mee te liften op de populariteit van house. Al wordt dit geen hit.
Vanaf 2002 begint hij te draaien als Dr. Lektroluv. Hij houdt daarbij zijn identiteit geheim om geen vooroordelen over de stijl te laten ontstaan. De act rondom Dr. Lektroluv groeide als snel uit tot een graag geziene gast op festivals. Uiteindelijk werd zijn identiteit bij het grote publiek bekend. 

## Mix-albums
Dr. Lektroluv heeft diverse albums uitgebracht waarbij een gedeelte bij het label 541 en recenter bij het label Lektroluv. Allebei vallen deze labels onder het hoofd label van N.E.W.S.
| Cd | Nummers |
| --- | --- |
| Dr. Lektroluv live recorded at Pukkelpop 2008 (verschijningsdatum België: 08-09-2008)                                 | 1. Dr. Lektroluv - Pukkelpop Intro 2. Mr. Magnetik - You've Been Magnetized (Green Edit) 3. Machines Don't Care - Beat Bang 4. Fischerspooner - Danse en France (D.I.M. Remix) 5. John Acquaviva & Olivier Giacomotto - Sofa King 6. The Count Of Monte Cristal - My Condition 7. Jacknife Lee - Making Me Money (Switch Remix) 8. Foamo - Movin It Over Here 9. Ampersand - Fake Motherfuckerz 10. Hey Today! - Walk Through (ISI-talism Remix) 11. Busy P - To Protect And Entertain (Crookers Remix) 12. Sound of Stereo - Parrot Attack 13. Kid Cudi - Day 'N' Nite (Crookers Remix) 14. Moby - I Love To Move In Here (Proxy Remix) 15. Sebastian - Momy 16. Digitalism - Yes, I Don't Want This 17. Hatiras & Jelo - Donkey Punch 18. The Subs - Naked Jack 19. Proxy - Dance in Dark 20. Fake Blood - Mars 21. Alex Gopher - Aurora 22. Shinichi Osawa - Star Guitar 23. Williams - Poltergeist (Original Mix)  |
| Dr. Lektroluv live at Werchter 2007 (verschijningsdatum België: 16-07-2007, verschijningsdatum Nederland: 20-08-2007) | 1. Dr. Lektroluv - Intro (Dr. Lektroluv) 2. Feist – My Moon My Man (Boys Noize Classic Remix) 3. Acid Jacks – Awake Since '78 4. Shiny Toy Guns – Le Disko (Boys Noize Remix) 5. Tiga – You Gonna Want Me (Tocadisco Mix) 6. Mighty Dub Katz – Magic Carpet Ride '07 (Claude Vonstroke Sucker Free City Edition) 7. Radar – War Out There (Tomboy Dub) 8. The Subs – Kiss My Trance 9. Mason - Quarter (The Subs Remix) 10. LFO – Freak 11. Kavinsky - Testarossa (Sebastian Remix) 12. Teenage Bad Girl – Cocotte (Boys Noize Rework) 13. The Subs – Fuck That Shit 14. Polysics – Coelakanth Is Android (MSTRKRFT Remix) 15. Klaxons – Gravity's Rainbow (Soulwax Dub) 16. Federico Franchi – Cream 17. Spektrum – Kinda New (Dirty South '07 Remix) 18. Moby - Go (Trentemøller Remix) |
| Dr. Lektroluv live at Extrema Outdoor 2006                                                                            | 1. Intro (Dr. Lektroluv) 2. Dr. Lektroluv – Luvlektrik 3. Detroit Grand Pubahs – Ride (Deetron Vocal Mix) 4. Etienne de Crécy – Fuck 5. Siskid – Hummer 6. Rekorder – Rekorder 1.1 7. Boys Noize – Are You In? 8. The Cure – Fire In Cairo (Remix) 9. Cajuan - Dance, Not Dance (Digitalism Remix) 10. New Order – Blue Monday 11. Christopher & Raphael Just - Popper (Shinichi Osawa Distortion) 12. Dada Life – Big Time (Linus Loves Remix) 13. Who Made Who – Out The Door (Superdiscount Remix) 14. Cajmere – Say You Will (Green Velvet Instrumental Mix) 15. German Broadcasters – I Machine 16. Boys Noize – Kill The Kid 17. Huggotron – Breath 18. David Carretta - Vicious Game 19. Vitalic - You Are My Sun 20. dj's Are Not Rock Stars feat. Princess Superstar & Alexander Technique – European Accent (Vocal Mix) 21. Röyksopp - What Else Is There? (Trentemøller Remix) 22. The Subs – Substracktion |
| Lektroluv 007 | 1. Bozzwell – Ghouls 2. Reverso 68 – Tokyo Disko Part 2 3. The Subs – The Origin 4. Nemesi – L’Asteroide (Baldelli & Dionigi Mechanic Remix) 5. Armando – Land Of Confusion Remix 6. Siskid – Hummer 7. Detroit Grand Pubahs – Riot 66 (Billy Nasty & Gregor Tresher Remix) 8. Danton Eeprom – Berlin 2 Bounce 9. Nitzer Ebb – Warsaw Ghetto 10. Hell & Anthony Rother – German Bodymachine 11. Superlux – Alison Kirk (Perspects Remix) 12. Kaos – R – Panopeeps 13. Michoacan – Basshead 14. Maral Salmassi – Forever 15. Arpanet – Illuminated Displays |
| Elektrik Planet | 1. Mikkel Metal – Sprang (2003) ** 2. Michoacan – 2 Bullets (disaster) * 3. Silicon Soul – Who needs sleep tonight (Abe Duque mix) * 4. LCD Soundsystem – Disco infiltrator * 5. In Flagranti – Nonplusultra * 6. Bangkok Impact – 111 # 7. David Carretta & D.I.P. – Contact 8. Front 242 – Headhunter ** 9. Savas Pascalides – Boccaccio life # 10. Alden Tyrell – Disco Lunar Module (u4ria’s Superdunkel remix) * 11. Mysterymen – Infrared vocal # 12. Sterac Electronics – R – Funk # 13. The Emperor Machine – The TV extra band * 14. Informatics – Proximity switch (Accidents in paradise) * 15. Plastic Bertrand – Tout petit la planète ** |
| Lektroluv 5 | 1. alexander Robotnick - dance boy dance (paul raymond) 2. dogboy! - transworld electric(pulsinger remix) + 3. polygamy boys - the minus man ** 4. Fad Gadget - lady shave (john aquaviva's robo-sapien vox) ** 5. bangkok impact - aus brigittes tagebuch 6. Telex - moskow diskow (*) 7. abe duque - champagne days, cocaine nights ** + 8. str with tim tycoon - i-lite ** 9. detune - spontanität 10. break 3000 - emolotion ** 11. david caretta - vicious game + 12. anthony rother - back home 13. solvent - my radio ** 14. drexcija - black sea ** + |
| Lektrokuted | 1. the octagon man - genotype x 2. sillicon scally - the silent years ** 3. bangkok Impact - traveller 4. traffic Signs - the big fake 5. velodrome - capataz ** + 6. francisco - memory's + 7. liaisons dangereuses - peut être…pas ** 8. radioactive man - do the radioactive ** 9. cassy & dave the hustler - her dream (Patrick Pulsinger Remix) 10. mysterymen - electromode ** 11. kitbuilders - reality ** 12. Neon Judgement - fashion party ** + 13. adult. - paranoid vision 14. crossover - over exposure 15. T.Raumschmiere ft. Miss Kittin - the game is not over + 16. yellow magic orchestra - behind the mask ** |
| Infekted by Dr. Lektroluv                                                                                             | 1. sterac electronics - legacy of a lost world 2. jollymusic - radio jolly (the parallax corp. feat. alden tyrell heavyweight rmx) + 3. Legowelt - chokolecktrik 4. japanese telecom - japanese animation 5. crème de menthe - we are living in the night 6. monkeyshop - "barbara !!! buy a monkey !" + 7. alden tyrell - love explosion 8. adult - nausea (mega-blend) + 9. trans-X - living on video (ll edit) + 10. d.i.e. (detroit in effect) - out with the old 11. little computer people - electro pop 12. twinnie - waiting for my love 13. anthony rother - krieg 14. new york city survivors - the game 15. Depeche Mode - the death of the night (electronicat rmx) |
| the new preskriptions of Dr. Lektroluv                                                                                | 1. crossover - lucida obscura * 2. the parallax corporation- fear + 3. jimi tenor - take me baby + 4. crème de menthe - plastique + 5. hong kong counterfeit - metal disco (legowelt vs. orgue electronique mix) + 6. bangkok impact - junge dame mit freundliche tel (frisky disco mix) 7. japanese telecom - mounting yoko 8. afrika bambaataa & the soulsonic force - planet rock 9. dexter - I don't care 10. drexciya - funk release valve 11. dexter - echopark + 12. le syndicat electronique - run 13. artist unknown - errorist 14. memory boy - (there is no) electricity 15. ectomorph - parallax view + 16. adult. - hand to phone + 17. phoenecia - odd job (adult's compurhythm version) + 18. andreas dorau & die marinas - fred vom jupiter * |
| Lektroluv | 1. Dopplereffekt - plastiphilia 2 (re-edit) 2. Bolz bolz - take a walk (neo romantic dima remix) 3. Fpu - ocean drive (tiga's white linen song) + 4. Felix Da Housecat - madame hollywood (album version) 5. Toktok vs. soffy o - miss queen's gonna die 6. Ural 13 diktators - disko kings + 7. Ladytron - playgirl (felix da housecat glitz clubhead mix) 8. Dakar & grinser - I wanna be your dog 9. I-f - space invaders are smoking grass + 10. Fischerspooner - emerge (album version) 11. Manuel mind & valentino tomasi - strange sounds (robot remix) 12. Miss kittin & the hacker - frank sinatra 13. Louie austen feat. peaches - grab my shaft (edit) 14. Mitsu - hush (edit) + 15. Jeans team - keine melodien 16. Hell - warm leatherette |

"* Verkrijgbaar op dubbel-lp" - "**Verkrijgbaar op lp" - "# Exclusieve Lektroluv-tracks"